# Močvirski krešič
Močvirski krešič (znanstveno ime Carabus variolosus) je plenilska vrsta hrošča iz družine krešičev, ki je razširjena tudi v Sloveniji.

## Opis
Vrsta je razširjena v Bolgariji, Češki, Moldaviji, Poljski, Romuniji, Slovaški, Ukrajini, Sloveniji, Hrvaški, Srbiji, Črni gori, Bosni in Hercegovini ter Makedoniji.
Uvrščen je na seznam Direktive o ohranjanju naravnih habitatov ter prosto živečih živalskih in rastlinskih vrst, ker je v Evropi ogrožena habitatska vrsta gozdnih potokov, saj njegovo življenjsko okolje naglo izginja.